# (495181) Rogerwaters
(495181) Rogerwaters ist ein Asteroid des mittleren Hauptgürtels. Er wurde am 15. August 2012 von den polnischen Amateurastronomen Michał Żołnowski und Michał Kusiak am Rantiga Osservatorio (IAU-Code D03) entdeckt. Das Rantiga Osservatorio hatten sie mit einem 40-cm-Spiegelteleskop im italienischen Dorf Tincana, das bei Carpineti liegt, eingerichtet und konnten es von Polen aus bedienen.
Die Sonnenumlaufbahn von (495181) Rogerwaters ist mit einer Exzentrizität von 0,2791 stark elliptisch und mit knapp 15° stark gegenüber der Ekliptik des Sonnensystems geneigt.
Der Asteroid wurde am 4. November 2017 auf Vorschlag von Michał Kusiak nach dem englischen Musiker Roger Waters (* 1943) benannt. Waters war Bassist der Rockband Pink Floyd. In der Widmung wurden besonders seine Solo-Alben „Amused to Death“ und „Is This the Life We Really Want?“ hervorgehoben. Der Einschlagkrater Waters auf der südlichen Hemisphäre des Planeten Merkur hingegen war 2012 nach dem Bluesmusiker Muddy Waters benannt worden. Nach Pink Floyd war 2003 ein Asteroid benannt worden: (19367) Pink Floyd.